# 高森町 (長野縣)
高森町（日语：／ Takamori machi */?）是長野縣南部，下伊那郡北部的町。是一個工業町。現任町長為熊谷元尋。